# Libor Podmol
Libor Podmol (* 1. června 1984 Ostrava) je český závodník ve freestyle motocrossu. Závodit začal v roce 2002. Léta 2010 se stal mistrem světa. Jezdil na motorce Suzuki RM 250, nyní Husqvarna 250 freestyle. Roku 2013 vyhrál jako první neamerický jezdec zlatou medaili na olympiádě extrémních sportů X-Games, a to v disciplíně StepUP – tento úspěch zopakoval v r. 2016. Z mistrovství světa i z X-games má přitom i řadu stříbrných a bronzových medailí. Vymyslel a r. 2014 předvedl jako první skok nazvaný Surfer Flip. V roce 2019 obdržel Medaili za zásluhy z rukou českého prezidenta. V lednu 2021 se zúčastnil 43. ročníku Rallye Dakar, kde se v kategorii motocyklů umístil na 31. místě s motocyklem Husqvarna 450. Stal se tak prvním freestyle motocrossařem, který se tohoto závodu zúčastnil. Na začátku roku 2023 se zúčastnil Rallye Dakar, ale ze závodu odstoupil hned po dokončení prvního, z důvodu zranění při pádu.